# Luisa Tetrazzini
Luisa Tetrazzini (Firenze, 29 giugno 1871 – Milano, 28 aprile 1940) è stata un soprano italiano di coloratura.

## Biografia
Luisa Tetrazzini, figlia di Nilo Tetrazzini e Giovannina Bianchi, nonché sorella di Rodolfo, Aristo ed Eva Tetrazzini, iniziò a studiare con quest'ultima, diventata poi celebre soprano.
Debuttò nel 1890 nel ruolo di Inés ne L'Africana di Giacomo Meyerbeer. La storia della sua prima esibizione pubblica ha un'aura di leggenda: pare che la cantante, allora diciannovenne, si trovasse con la sua famiglia ad una rappresentazione de L'Africana, al teatro dell'opera locale, quando, prima dell'inizio, il direttore d'orchestra si scusò con il pubblico dicendo che l'opera non poteva essere rappresentata perché la cantante che doveva interpretare il ruolo della protagonista non si era presentata poiché malata. Luisa allora si alzò dal suo posto e, proponendosi in sostituzione della cantante assente, disse che non era necessario annullare la recita perché lei conosceva la parte. Il pubblico e il direttore ne furono entusiasti, tanto che la cantante fu scelta anche per la rappresentazione del giorno dopo.La Gazzetta Musicale di Milano così scrive riguardo alla sua prestazione: "lode schietta alla giovane signora Tetrazzini-Scalaberni (Ines), che da questi suoi primi passi in arte lascia facilmente presagire il bel cammino che sarà per percorrere, ricca com'è di voce piacente, di buon metodo e d'intelligenza."

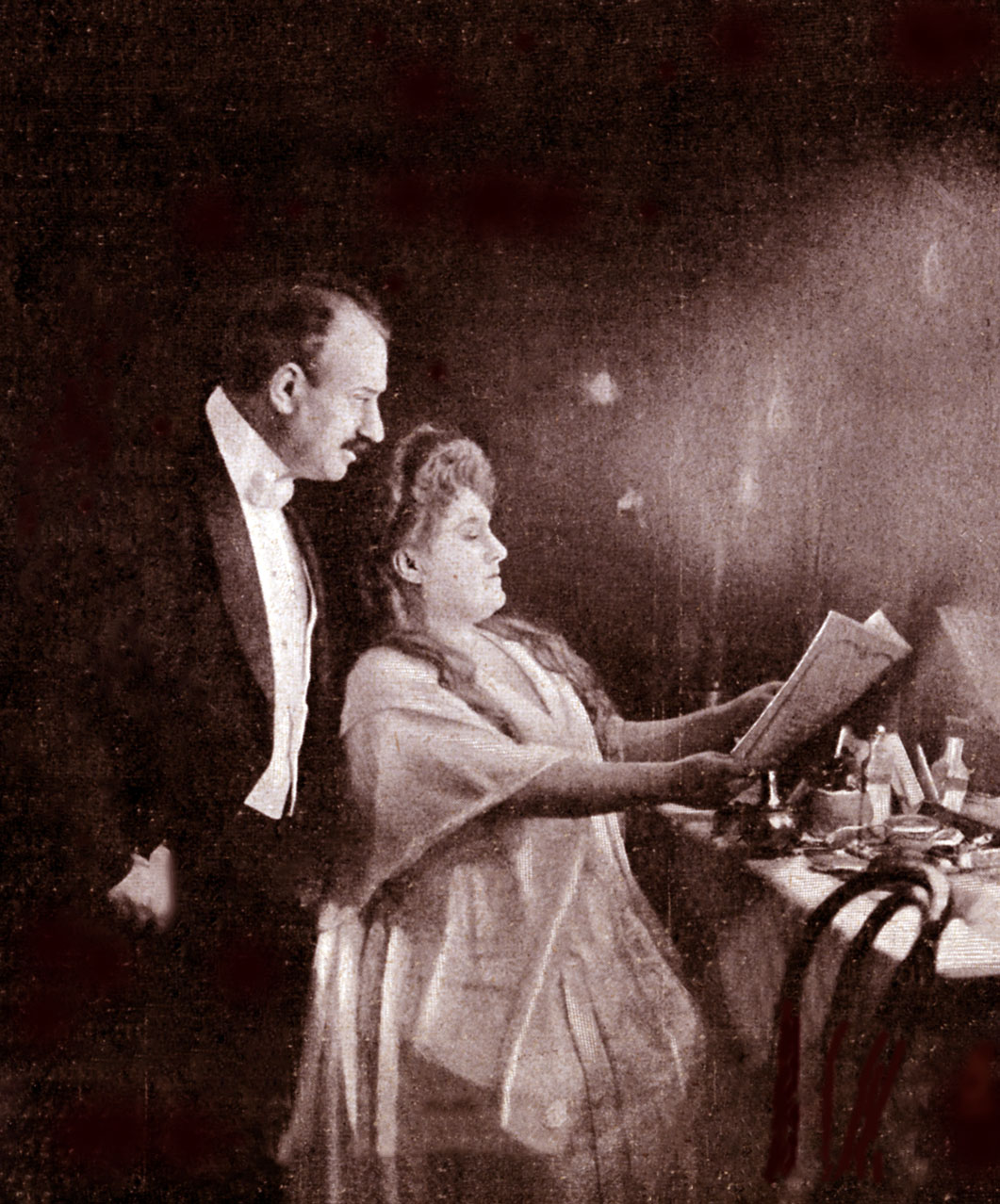
Luisa Tetrazzini con il maestro Cleofonte Campanini al Manhattan nel 1908

Da questo singolare avvenimento prese il via una carriera sfolgorante ed internazionale che si diramò, nei primi tempi, principalmente nei teatri di provincia italiani, ma anche in Russia, Spagna e Sud America, con un repertorio principalmente da soprano leggero (o di coloratura) basato soprattutto sulle parti di Violetta (Traviata, Giuseppe Verdi), Philine (Mignon, Ambroise Thomas), Oscar (Un ballo in maschera, Verdi), Gilda (Rigoletto, Verdi) e Lucia (Lucia di Lammermoor, Gaetano Donizetti).
Nel 1905 fece il suo debutto americano a San Francisco; ma nel 1907 ebbe la definitiva consacrazione, quando su consiglio di Enrico Caruso accettò di interpretare Violetta al Covent Garden di Londra.
Questo le permise, nel 1908, di approdare a New York, non al Metropolitan Opera, ma all'Oscar Hammerstein Opera Company di Manhattan, di nuovo nei panni di Violetta e ancora una volta con grande successo.
Adelina Patti, tra i più acclamati soprani di coloratura del XIX secolo, non nota per la sua generosità nei confronti di altri cantanti, mostrò di apprezzare molto il canto della Tetrazzini.
Nonostante il successo internazionale la Tetrazzini non cantò mai al Teatro alla Scala, probabilmente per volere del direttore Arturo Toscanini. Tra i due non corse mai buon sangue. Addirittura quando la cantante si esibì al Metropolitan Opera di New York ottenne che Toscanini fosse sostituito con un direttore di suo gradimento.
Il suo carattere aspro portò la Tetrazzini ad essere duramente criticata dai benpensanti, per via anche della sua audace vita sentimentale: si sposò tre volte in pochi anni. Questo la allontanò dai palcoscenici, soprattutto italiani.
Dopo il terzo matrimonio, infelice quanto i primi due, ritornò al canto, che aveva abbandonato, soprattutto come concertista. La voce tuttavia tradiva gli anni trascorsi. Il declino fisico era inevitabile, ma più difficile dovette essere affrontare le difficoltà finanziarie in cui si trovò, avendo dissipato in fretta l'immensa fortuna che aveva accumulato.

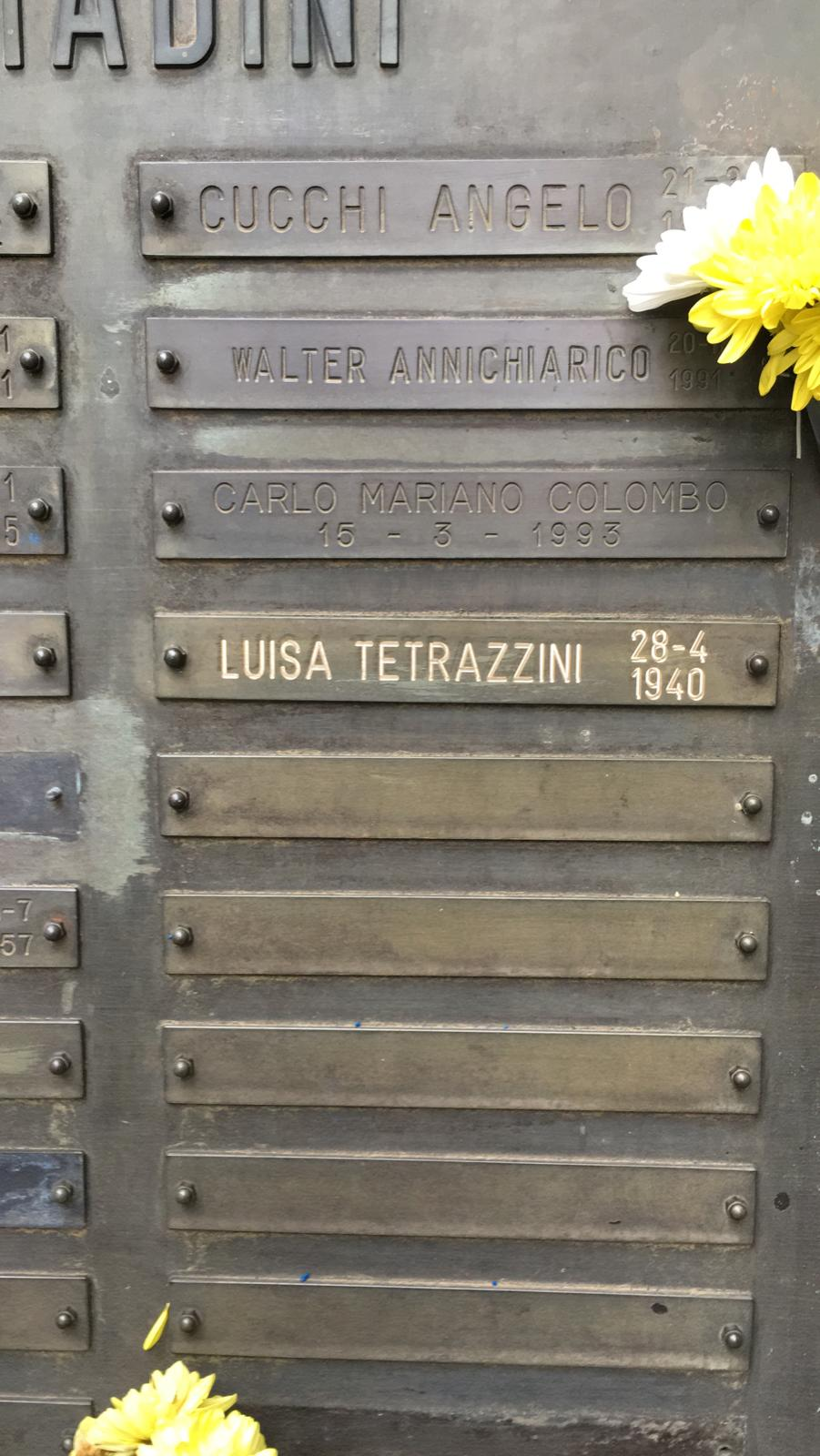
Targa posta nel 2020, ad 80 anni dalla scomparsa, sulla sepoltura di Luisa Tetrazzini nel Civico Mausoleo Palanti del Cimitero Monumentale di Milano

Nel 1931 fondò a Roma una scuola di canto, dalla quale uscirono cantanti di buon livello come Lina Pagliughi, tra le sue allieve anche la nipote, l'attrice e soubrette Marisa Vernati.
All'insegnamento si dedicò fino alla morte (a Milano, nel 1940); e a chi le faceva ancora i complimenti pare rispondesse sovente: «Sono vecchia, sono grassa, ma sono sempre la Tetrazzini!».
Luisa Tetrazzini fece una cospicua, per quei tempi, carriera discografica. Incise novantotto facciate a settantotto giri dal 1904 al 1922. La tecnica dell'incisione è ovviamente rudimentale e non può restituire tutta la bellezza della sua voce. Nonostante questo i suoi dischi restano interessanti nella storia della riproduzione sonora.
Venne tumulata in un proprio mausoleo al Cimitero Monumentale di Milano, poi andato degradandosi. Grazie ad alcuni ammiratori, la sua salma venne trasferita nel Civico Mausoleo Palanti, ma senza alcuna segnalazione tranne che per i registri cimiteriali milanesi. La sua presenza non era segnalata fino al 2020, quando la direzione del cimitero ha accolto la richiesta di altri ammiratori e posto una targhetta con il nome del soprano sulla stele del mausoleo.

## Omaggi
- A Roma, nei pressi di Castel Giubileo, una via è stata dedicata alle "Sorelle Tetrazzini"[3].

## Repertorio operistico
| Ruolo                | Titolo                      | Autore     |
| -------------------- | --------------------------- | ---------- |
| Zerlina              | Fra Diavolo                 | Auber      |
| Amina                | La sonnambula               | Bellini    |
| Elvira               | I puritani                  | Bellini    |
| Léïla                | I pescatori di perle        | Bizet      |
| Caterina Glover      | La bella fanciulla di Perth | Bizet      |
| Lakmé                | Lakmé                       | Delibes    |
| Adina                | L'elisir d'amore            | Donizetti  |
| Lucia Ashton         | Lucia di Lammermoor         | Donizetti  |
| Maria                | La figlia del reggimento    | Donizetti  |
| Margherita           | Faust                       | Gounod     |
| Margherita di Valois | Gli ugonotti                | Meyerbeer  |
| Berta                | Il profeta                  | Meyerbeer  |
| Dinorah              | Dinorah                     | Meyerbeer  |
| Inès                 | L'Africana                  | Meyerbeer  |
| Musetta              | La bohème                   | Puccini    |
| Annetta              | Crispino e la comare        | Ricci      |
| Rosina               | Il barbiere di Siviglia     | Rossini    |
| Tamara               | Il demone                   | Rubinštejn |
| Philine              | Mignon                      | Thomas     |
| Ofelia               | Amleto                      | Thomas     |
| Gilda                | Rigoletto                   | Verdi      |
| Violetta Valéry      | La traviata                 | Verdi      |
| Oscar                | Un ballo in maschera        | Verdi      |